# أهل الخطوة
أهل الخطوة أو أصحاب الخطوة أو طي الأرض: هي صفة أطلقها الناس على كل من يمتلك تلك القدرة الخارقة على قطع مسافة طويلة جداً في خطوة واحدة أو في لمح البصر، فلا يعوقهم بحر ولا جبل. أو أنها تلك القدرة على التواجد في أكثر من مكان في نفس اللحظة.

## رأي الصوفية
المتصوفة يؤمنون بتلك القدرات، ويزعمون بأن الأقطاب الأربعة (وهم: أحمد الرفاعي من الشام، وعبد القادر الجيلاني من العراق، وأحمد البدوي من المغرب، وإبراهيم الدسوقي من مصر) كانوا من أهل الخطوة، ويرفضون أنها مجرد خرافة، ويردون على ذلك بالقول أن: «الكرامة أمر خارق للعادة يظهره الله على يد رجل صالح وتنسب فقط للأولياء وهي غير مقرونة بدعوى النبوة، والأولياء لا يباهون بما يجري الله على أيديهم من كرامات، لأنهم يرون أنها مظهر لنعمة الله عليهم، والكرامة يعترف بها أهل السنة وبعض فلاسفة الإسلام مثل ابن سينا وينكرها المعتزلة».

## أهل الخطوة في التراث الشعبي
إن الموروث الشعبي القديم في الوطن العربي يزخر بحكايات غريبة تتناول أهل الخطوة؛ مثل أن يقيم أحدهم في بلد ما ثم يصلي كل صلاة في وقتها في الحرمين المكي والمدني أو غيرهما.
وفيما يلي بعضاً منها:
- سوريا: قصة سوق ساروجة:[1]

يُحكى أنّ ولياً من أولياء الله كان يسكن ذلك الحي (المقصود بالولي شخص صالح وهبه الله قدرات خارقة يتميز بها عن باقي البشر نظراً لورعه وتقواه)، وكان هذا الولي من أهل الخطوة. وفي يوم من الأيام كانت أمّ الولي تطبخ «كبة لبنية» وكانت تعرف جيداً أنها من أكلاته المفضلة إلا أنها لم تكن معه بل كان حينها في مكة. فنادته وكان بينهما تواصل عن بعد، أو ما نطلق عليه التخاطر فقالت له: «طبخت لك اليوم كبه لبنية يابني»، فقال الولي لأمه: «إذن أنا آتٍ إليك إن شاء الله، حتى آخذ منها نصيبي وأطعم أصحابي في مكة»، وما هي إلا لحظات حتى كان الولي في دمشق في الحي الذي صار اسمه سوق ساروجة وأخذ نصيبه من الكبة اللبنية وعاد بالباقي إلى مكة وتناولها هناك مع أصحابه وهي ما تزال ساخنة. ومنذ ذلك الوقت سمي الحي بـ «ساروجة» أي (سار وإجا) وما زال بعض الناس وبالأخص الكبار في السن يؤمنون بأنه سار عبر الزمن بقدرة قادر من مكة وجاء إلى حيه في دمشق ليأخذ نصيبه من طعام أمه. وبالمناسبة كلمة (إجا) باللهجة السورية ترادف كلمة (جاء) في اللغة العربية الفصحى.
تضاءل صدى هذه القصص تدريجياً منذ مطلع القرن العشرين والتقدم التكنولوجي وربما لا يذكر الجيل الحالي الشيء الكثير عنها إلا ما قد يكون قد وصله عبر حكايا الأجداد والجدات. واسم الحي -كما يذكر الآن- منسوب إلى أحد القادة المماليك وهو صارم الدين ساروجة المتوفى سنة 743 هـ - 1342 م.
- مصر: قصة الشيخ علي الخواص:

يذكر الشيخ عبد الوهاب الشعراني في كتابه «الطبقات الكبرى المسماة بـ (لواقح الأنوار في طبقات الأخيار)» قصصاً عن كرامات شيخه وأستاذه علي الخواص فيقول عنه: «كان لايراه أحد قط يصلي الظهر في جماعة ولاغيرها، بل كان يرد باب حانوته وقت الأذان فيغيب ساعة ثم يخرج، فصادفوه في الجامع الأبيض بالرملة في فلسطين في صلاة الظهر. وأخبر الخادم في الجامع الأبيض أنه دائماً يصلي الظهر عندهم، وهذا يعني أنه كان من أهل الخطوة الذين تطوى لهم الأرض ليذهبوا أينما شاؤوا». وقد سأل الشيخ عبد الوهاب الشعراني أستاذه علي الخواص عن أحوال أهل الخطوة من المتصوفين الذين يظهر عنهم الخوارق مع عدم صلاتهم وصومهم، فقال: «ليس أحد من أولياء الله له عقل التكليف إلا وهو يصلي ويصوم ويقف على الحدود، ولكن هؤلاء لهم أماكن مخصصة يصلون فيها كجامع رملة وبيت المقدس (المسجد الأقصى) وجبل سد إسكندر (السد المذكور في القرآن) الذي بناه ذو القرنين وغيرها من الأماكن المشرفة أو التي انكسر خاطرها بين البقاع بقلة عبادة ربها فيها، فأرادوا جبر خاطرها وإكرامها بالصلاة، ومنهم جماعة يصلون بعض الصلاة في هذه الأماكن وبعضها في جماعة المساجد، وكان إبراهيم المتبولي يصلى الظهر دائماً في الجامع الأبيض بالرملة فكان علماء حارته ينكرون عليه ويقولون لأي شيء لا تصلي الظهر أبداً مع كونه فرضاً عليك كغيره من الصلوات الخمس فيسكت والله أعلم».
ويتعارض ذلك مع اختلاف مواقيت الصلاة من مكان لآخر، ففي الوقت الذي يؤذن فيه للصلاة في مصر تكون قد مرت قرابة الساعة على الصلاة في الرملة أو مكة.

## شبهات حولهم
يعتبر بعض الناس أن «أهل الخطوة» هم دجالون، وأن هذه القصص هي تصورات وهمية لا يقبل بها أي عاقل. فمن المستحيل أن يكون الإنسان في مكانين في وقت واحد. ولو كانت الخطوة وأهل الخطوة في شيء من الدين الإسلامي لكان رسول الله محمد ﷺ أحق بها وأهلها ولما تكبد عناء السير الطويل والأخطار أثناء الهجرة مشياً على الأقدام مع صاحبه للوصول إلى المدينة المنورة.
- مع التذكير أن رسول الله محمد ﷺ قد ذهب إلى بيت المقدس ثم إلى السماوات في وقت وجيز جدا في الإسراء والمعراج، كما أن آصف بن برخيا قد أحضر عرش بلقيس ملكة سبأ في لمح البصر تلبية لأمر سيدنا سليمان عليه السلام، حيث وصف الله علمه بأنه من الكتاب حيث قال: *قَالَ الَّذِي عِندَهُ عِلْمٌ مِّنَ الْكِتَابِ أَنَا آتِيكَ بِهِ قَبْلَ أَن يَرْتَدَّ إِلَيْكَ طَرْفُكَ* {النمل:40}

## أهل الخطوة عند الغرب
تناولت هوليوود فكرة مشابهة لـ «أهل الخطوة» من خلال فيلم Jumper الذي أطلق في فبراير عام 2008 م. يتناول الفيلم فكرة شاب لديه طفرة وراثية تمكنه من نقل نفسه ذاتياً Teleport حيثما يريد وبلمح البصر، ولكنه يكتشف أن تلك الموهبة كانت متواجدة لقرون عدة وما يلبث أن يجد نفسه في حرب مستعرة منذ آلاف السنين بين «أهل الخطوة» Jumpers وأولئك الذين أقسموا على التخلص منهم. يستند الفيلم إلى رواية من الخيال العلمي تحمل نفس اسم الفيلم كتبها ستيفن جاي غولد.

## وصلات خارجية
- الفيلم الرسمي القصير على موقع يوتيوب لفيلم Jumper.. على يوتيوب